# Peyre de Pithié
La construction mégalithique dite Peyre de Pittyé, orthographiée aussi Peyre de Pithié, est située sur la commune de Fargues  dans le département des Landes. A proprement parler, c'est uniquement la dalle située à quelques mètres de l'entrée de l'édifice qui est dénommée localement Peyre de Pithié.
Elle date du Néolithique final.

## Allée couverte ou dolmen?
En raison des difficultés d'interprétation de son architecture, elle est aussi souvent mentionnée sous les noms d'allée couverte de Fargues,, allée couverte du Lit de Gargantua, allée couverte du Mas Sacré ou Dolmen de Lagrabe.  C'est un édifice de forme trapézoïdale qui a conservé son tumulus, de forme ovale et de faible hauteur. Il mesure 5,60 m de long pour 0,75 m de large à l'entrée et 1,50 m au chevet[réf. nécessaire] ; mais J. Roussot-Larroque lui donne 18 m de longueur totale. Il est constitué de dix orthostates, dont huit en grès éocène de Coudures et deux en calcaire.
L'appartenance de cette construction au type des « allées couvertes » ou à celui des « dolmens » est controversée. Pour Alain Beyneix, il s'agit d'un dolmen simple du type ouest-pyrénéen qui s'apparente au dolmen simple caussenard mais avec une variante où les parois latérales sont formées de deux ou trois orthostates alignés, ou imbriqués les uns dans les autres. Pour J. Roussot-Laroque, il s'agit d'une allée couverte classique avec ses parois parallèles composées d'orthostates de hauteur constante. Les dalles de couverture ont disparu mais une grande dalle reposant à l'arrière du monument pourrait en faire partie.
L'arrière de la chambre a été pavé avec deux dalles plates jointives,. Elle s'ouvre selon une orientation nord-ouest sud-est.

## Historique
L'édifice est mentionné depuis 1873 : fouilles de Braquehaye et Frédéric de Dieu de Samazan. Puis Teulière et Faugère-Dubourg le fouillent et le publient soigneusement en 1876 ; leur collection est au musée de Nérac. Il a maintes fois été pillé depuis par des amateurs d'antiquités. Dans un compte-rendu de 1925, Pierre-Eudoxe Dubalen mentionne n'y avoir découvert que quelques ossements calcinés et des traces de cendre. En 1976, J. Roussot-Larroque y entreprend une nouvelle fouille et y trouve deux éclats de silex.

## Mobilier
Deux fragments d'un objet en os travaillé, d'usage inconnu, rappellent des objets semblables trouvés uniquement dans les allées couvertes du Sabatier et du Maine-le-Prieur à Bellefond (Gironde, 30 km au nord de Fargues). J. Roussot-Larroque pense qu'entre ces deux groupes relativement éloignés il a dû exister d'autres allées couvertes du même type. Ces allées couvertes ont été construites au Néolithique final.
Une autre pièce notable est une pendeloque en bois de cerf, dont on trouve des homologues dans le Néolithique final du Bassin parisien et jusqu'en Suisse.
J. Roussot-Larroque donne aussi les croquis d'un collier en craches de cerf et perles discoïdes en pierre perforées, d'un petit groupe de prismes en quartz hyalin et d'un fragment de céramique, le tout provenant des fouilles Teulière et Faugère-Dubourg et appartenant maintemant aux collections du musée de Nérac.

## Folklore
Selon la tradition locale, la cavité qui orne la Peyre de Pithié se remplirait d'eau lors de certaines phases lunaires ; et cette eau bénéficierait de propriétés curatives et rendrait fécondes celles qui en boiraient.

## Galerie

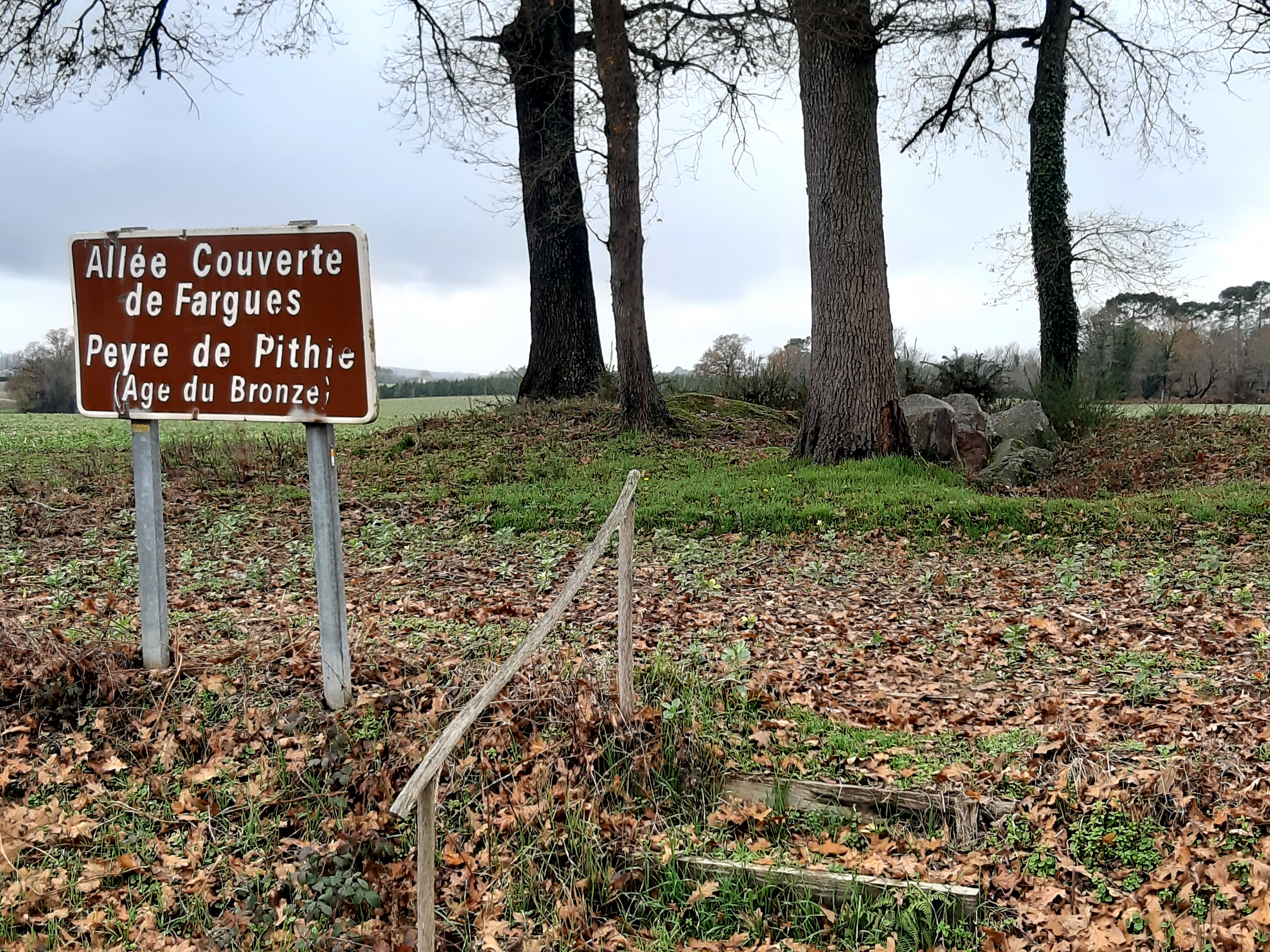
Vue générale du site
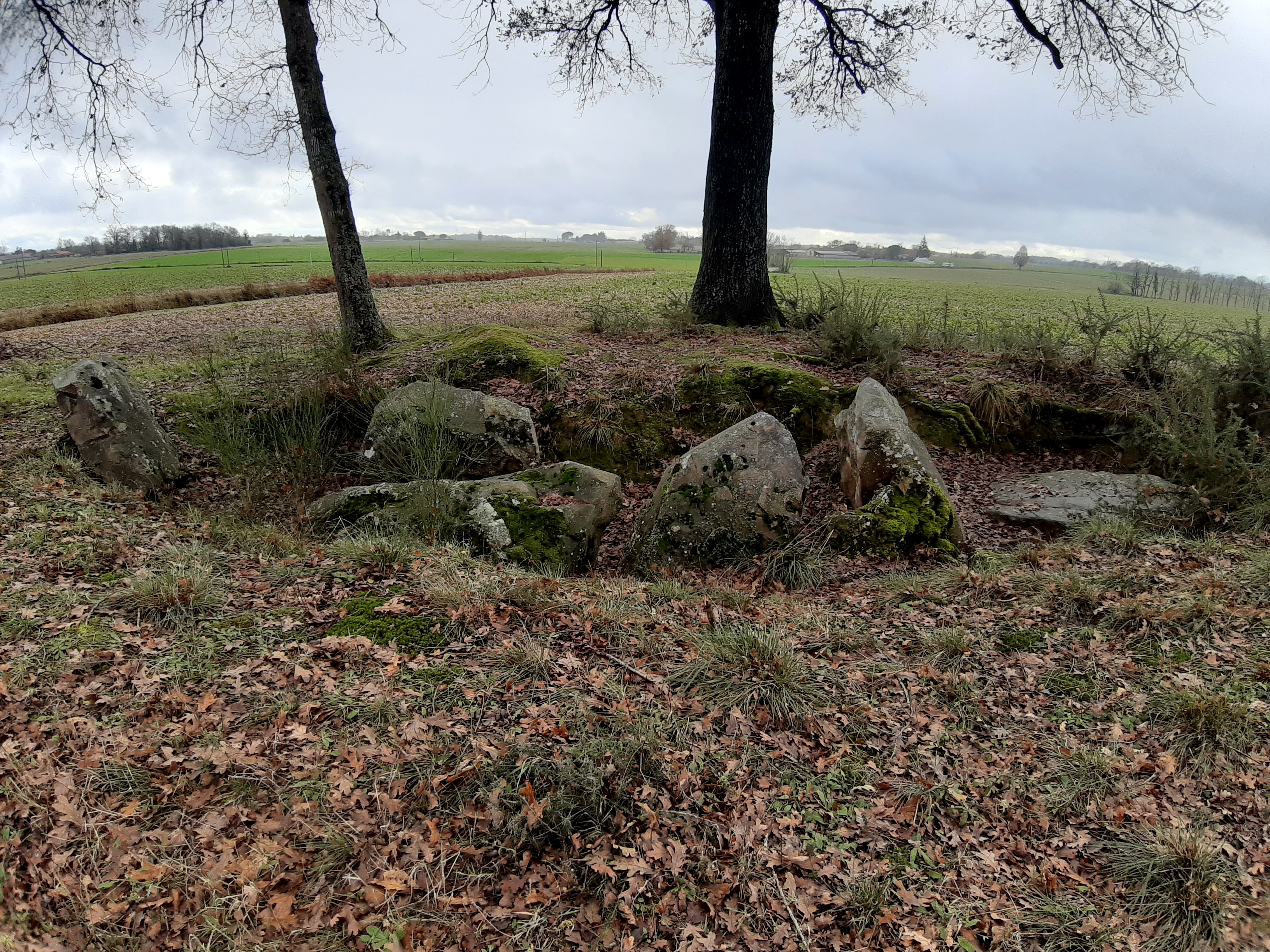